# Gniazdowo, Hạt Koszalin
Gniazdowo [ɡɲazˈdɔvɔ] (tiếng Đức: Plümenhagen)  là một ngôi làng thuộc khu hành chính của Gmina Biesiekierz, thuộc quận Koszalin, West Pomeranian Voivodeship, ở phía tây bắc Ba Lan. Nó nằm khoảng 7 kilômét (4 mi) phía bắc Biesiekierz, 8 km (5 mi) phía tây Koszalin và 130 km (81 mi) về phía đông bắc của thủ đô khu vực Szczecin.
Trước năm 1945, ngôi làng là một phần của Đức. Sau Thế chiến II, khu vực này được đặt dưới sự quản lý của Ba Lan bởi Hiệp định Potsdam dưới những thay đổi về lãnh thổ mà Liên Xô yêu cầu. Hầu hết người Đức chạy trốn hoặc bị trục xuất và được thay thế bằng người Ba Lan bị trục xuất khỏi khu vực Ba Lan bị Liên Xô sáp nhập.